# Pterocles bicinctus
Pterocles bicinctus là một loài chim trong họ Pteroclidae.